# Pteronemobius ornaticeps
Pteronemobius ornaticeps är en insektsart som beskrevs av Lucien Chopard 1925. Pteronemobius ornaticeps ingår i släktet Pteronemobius och familjen syrsor. Inga underarter finns listade i Catalogue of Life.